# 贝利萨里奥·贝坦库尔·夸尔塔斯
贝利萨里奥·贝坦库尔·夸尔塔斯（西班牙語：Belisario Betancur Cuartas，1923年2月4日—2018年12月7日）， 哥伦比亚政治人物，哥伦比亚总统（1982年至1986年）。
贝坦库尔1947年在麦德林玻利瓦尔天主教大学(Universidad Pontificia Bolivariana)获得法律和经济学硕士学位，他开始他的政治生涯是作为哥伦比亚议会安蒂奥基亚省代表，他还担任过昆迪纳马卡省和安蒂奥基亚省全国商会代表，从1953年到1957年任全国制宪大会议员。1963年任劳工部长，1975年至1977年任哥伦比亚驻西班牙大使。
1982年他当选为共和国总统，任到1986年。